# Шкаев, Александр Платонович
Александр Платонович Шкаев (род. 20 января 1956, Северодвинск, Архангельская область) — советский хоккеист с мячом, нападающий.

## Биография
Александр Шкаев родился 20 января 1956 года в городе Молотовск (сейчас Северодвинск) Архангельской области.
Играл в хоккей с мячом на позиции нападающего. Начал заниматься в 1966 году в детской команде северодвинского «Севера». Выступал за «Север» (1973—1975, 1989—1990), архангельский «Водник» (1975—1977, 1981—1989), свердловский СКА (1977—1980), горьковский «Старт» (1980—1981), архангельскую «Северную Двину» (1990—1991). Провёл в чемпионатах СССР 245 матчей, забил 126 мячей.
В составе «Водника» в 1987 году стал чемпионом РСФСР, играл в финале Кубка СССР.
Мастер спорта СССР (1979).